# 莱塞唐
莱埃唐（法語：Les Étangs，法語發音：[le.z‿etɑ̃]）是法国摩泽尔省的一个市镇，位于该省中西部，属于梅斯区。

## 地理
莱塞唐（49°8'33"N, 6°22'47"E）面积6.05 平方千米，位于法国大東部大區摩泽尔省，该省份为法国东北部内陆省份，是洛林的一部分，西南接默尔特-摩泽尔省，东临下莱茵省，北与卢森堡和德国接壤。
与莱塞唐接壤的市镇（或旧市镇、城区）包括：孔代-诺尔滕、库尔塞勒绍西、格拉蒂尼、艾埃、勒通费、圣巴尔布、尼德河畔锡伊。

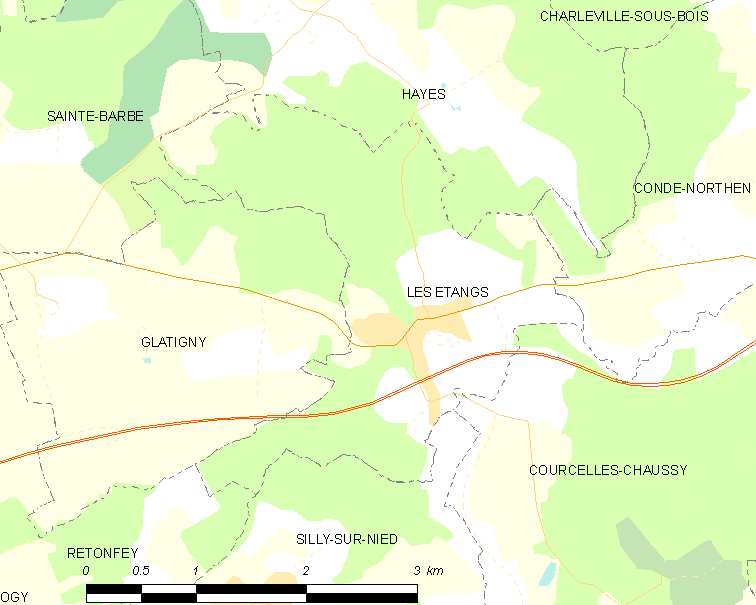
莱塞唐的OSM定位图

莱塞唐的时区为UTC+01:00、UTC+02:00（夏令时）。

## 行政
莱塞唐的邮政编码为57530，INSEE市镇编码为57200。

## 政治
莱塞唐所属的省级选区为梅斯地区县。

## 人口

1962-2008年间莱塞唐人口变化图示

莱塞唐于2022年1月1日时的人口数量为412人。